# Tick! Tack!
《Tick! Tack!》是由Navel在2005年9月16日发售的戀愛冒險類型成人遊戲，《SHUFFLE!》的第一部衍生作品，後來改編成漫畫和小說。Logo图是从怀表正中发射出的二个箭头，分别写着Tick和Tack，暗示着本作是跟时间有关。

## 概要
原本是要做成Fan disc，但由于內容膨大到和獨立企劃作品相當而變成以独立作品的形式上市。製作上继承了《SHUFFLE!》的架構，並追加了新的登场人物。
故事舞台是聶琳涅结局一年后，一行人穿越时空到達的20年前魔界，內容揭露了魔王弗貝西的妻子和家族成员的故事。因《SHUFFLE!》的另一位腳色設計兼原画的西又葵沒有參與製作，故本作以鈴平裕笔下的人物为中心，登场人物比《SHUFFLE!》要少。 2005年9月16日发售了Limited Edition版，10月21日发售了Standard Edition版，2008年3月28日发售了Anniversary Edition版，三個版本的遊戲內容均相同。

## 系統
本作除了選項之外，畫面上有「聶琳涅計量表」的存在。根據此計量表的數值變動，劇情的展開也會跟著改變。
- 聶琳涅計量表的紅色與綠色值都在40以下时，聶琳涅是原本的聶琳涅。
- 聶琳涅計量表的紅色值在50以上时，聶琳涅變成赤髮聶琳涅。
- 聶琳涅計量表的綠色值在50以上时，聶琳涅變成小女孩聶琳涅。
- 聶琳涅計量表的紅色與綠色值其中之一超過80以上時，聶琳涅失去關於禀等人的記憶，故事走向壞結局。

## 故事简介
某个週末，禀、聶琳涅、麻弓和树4人在聶琳涅家里辦過夜聚會。由于麻弓不小心触发了魔法道具，4人被传送到繁茂的树林当中，最後走到了聶琳涅位在魔界的老家。当众人以為可以平安回去而安心的时候，眼前出现的竟是年輕時的聶琳涅的父親「弗貝西」與他的未婚妻，才得知这里是20年以前的魔界。尚未當上魔王的弗貝西愿意帮助4人回到原来的时空並暂时收留了他們，但聶琳涅卻突然變成外貌與個性都截然不同的「另一位聶琳涅」。原來禀等人的到訪令聶琳涅父母的歷史生變，為了讓聶琳涅恢復原本的樣子，禀開始了改正历史的行动……

## 登场人物
本作也採用和《SHUFFLE!》同样的手法，以植物和花的花语作为名字和性格的设定。

### 主要人物
土見稟（声優：無（遊戲） / 杉田智和（广播剧CD））
和《SHUFFLE!》时相同，依然擔任本作的主角，聶琳涅的恋人。为了恢复聶琳涅因历史的变动而造成的年龄及性格的改变，努力的想修正歷史。本作中除了聶琳涅之外，也可能与聶琳涅的母亲候補「賽姬」與「愛」建立恋爱关系。
聶琳涅（聲優：松永雪希 / 永見はるか）
《SHUFFLE!》的女主角之一，本作的第一女主角。別名「琳」，稟的恋人，魔王弗貝西的女儿。長相端正，擁有及腰的青色長髮和有點像貓眼的紅瞳孔眼睛，體型嬌小但擁有一副好身材，連親生母親賽姬都非常羨慕。待人處事總是謙遜且謹慎，散發出高雅的淑女氣質，可是生氣時非常的恐怖，特別是面對說稟壞話的無禮之徒，能毫不猶豫的施放出消滅整棟體育館的攻擊魔法。
由于历史的变动，外貌、年龄及性格會因玩家的選擇而有所变化：赤髮聶琳涅是如果魔王弗貝西与未婚妻愛順利結婚后的结果，与本来的聶琳涅不同，遺傳了愛的身姿且擁有小恶魔般的活泼性格。變成小女孩的聶琳涅則是魔王弗貝西与賽姬的結合被延遲，造成聶琳涅出生时间被改变。根据劇情的走向，也有聶琳涅忘记了禀或是在《SHUFFLE!》回憶場景中已經与聶琳涅同化了的「莉可莉絲」登场的可能。
賽姬（聲優：青山由香里/ 友永朱音）
服侍魔殿下弗貝西的女僕，紅眼黑髮，身材嬌小，對弗貝西有好感卻說不出口。將女僕的工作視為驕傲，每天勤奮不休的工作著。對弗貝西因興趣搶做家事和自己是贫乳的事非常煩惱。生氣時爆出的「閃電踢」有著連岩石都能擊碎的威力。
依照原本的歷史，未來會當上魔王妃並成為聶琳涅的母親。但因禀等人的到訪，造成弗貝西向她求婚的歷史改變，甚至依照玩家的選擇而有和禀發展成戀愛關係的可能。在没有被变动历史的世界中，作为聶琳涅的母亲登场时还是穿着女僕服，除了头发留長外，基本的性格和身姿完全没有变化。
名字从「鼠尾草」而来。花的象征语是『幸福的家庭』。
愛（聲優：三村祥子 / -）
魔界貴族家的千金。因父母之命和弗貝西成為未婚夫妻。性格、举止和體態都非常完美，擁有超过聶琳涅的巨乳和及腰的淡紫色長髮，在最初相遇时被禀等人誤會為聶琳涅的母亲。興趣是洗澡，能毫不在乎的洗2個小时。擅长的魔法是火属性魔法。出乎意外的擅長喝葡萄酒等酒精飲料。
為了修正歷史，讓愛和禀談戀愛而拒絕婚約也是其中一種選項，是除聶琳涅外唯一有結局的角色。赤髮聶琳涅則是愛和弗貝西順利結婚後生下的女兒。
名字取自「蓼藍」。花的象征语是『美丽的装束』。
弗貝西（聲優：司馬嵯峨之 / 森川智之）
魔界的「魔殿下」，也就是下屆魔王。未來是聶琳涅的父親。平常就是一副玩世不恭的样子而且爱好做家务，甚至到了想做家务想到憋不住的程度，因此常常在打算做家务的时候被女僕賽姬攻击。
在正确的历史中，他没有跟未婚妻愛，而是与賽姬结婚，且对妻子賽姬非常专情。但其實並不討厭愛，依照玩家的選擇，也有選擇與愛結婚的劇情。

### 其他人物
麻弓＝百里香（聲優：香取那須巳 / 井上美紀）
禀的同班同学。常为自己是贫乳而烦恼。非常喜欢有趣的事物，一時好奇亂碰聶琳涅家的魔法镜子而成為這次骚动的元兇。
綠葉樹（聲優：小池竹蔵 / 荻原秀樹）
禀的朋友。是好色鬼，不过头脑明晰。常常与麻弓好像夫妇相声一样的互相挑拨。
賽涅琳雅（聲優：赤白杏奈 / -）
弗貝西的妹妹，未來是聶琳涅的姑姑兼《SHUFFLE!》另一位女主角「希亞」的母親，暱稱是「琳雅」。
知道禀等人來自20年後並協助他們修正歷史，但常和麻弓一起提些餿主意。和希亞一樣，生氣時會用椅子打人。

## 制作人员
- 企划·剧本·脚本：あごバリア
- 人物设计：鈴平裕
- 原画：鈴平裕、西又葵
  - 西又葵设计、作畫的腳色只有麻弓，且圖片均為《SHUFFLE!》的沿用，沒有任何新圖。
- 背景美术·CG监修：斉藤陽子
- 系统设计·造型设计：おやかた
- 程序：青猫
- 音乐：アッチョリケ、NACHTMUSK、景家淳
- 制造合作：Lantis
- 导演：まさ
- 营业·宣传：AlAi、みずのまみ
- 特别感謝：FlyingShine、CIRCUS、MOONSTONE等等

## 主題歌
开场曲「Be Ambitious, Guys!」
作詞：AlAi 作曲：アッチョリケ 編曲：鈴木マサキ 演唱：橋本美雪
挿入歌「Pieces」
作詞：AlAi 作曲：アッチョリケ 編曲：鈴木マサキ 演唱：橋本美雪
结尾曲「never say goodbye」
作詞：AlAi 作曲：アッチョリケ 編曲：ms-jacky 演唱：YURIA

## 相关商品

### CD
- Be Ambitious,Guys!

2005年9月7日発売。<LACM-4215>
- Tick!Tack!デラックスサウンドトラック （Tick!Tack! Deluxe Sound Track）

2005年12月21日発売。<LACA-5466>
- 廣播劇CD「Tick!Tack!トラブル・ハプニング・ピクニック !」 （Tick!Tack! 麻煩・發生中・野餐）

2006年2月22日発売。<LACA-5478>

### 书籍
- 漫画《Tick! Tack! -NEVER SAY GOODBYE-》
  - 單行本　日文版：2007年8月7日發售[7]<ISBN 978-4-04-713956-5> 、 中文版：2009年11月24日發售 <ISBN 978-986-237-379-8>
  - 從2006年3月到2007年4月在日本『月刊Comp Ace』上連載。作畫為日下皓。

- 小説《Tick!Tack! 閃電踢般的戀愛故事》（Tick!Tack! サンダーキックな恋物語（ラブストーリー））[8]

角川書店刊 <ISBN 4-04-707215-X>
著作：工藤治 封面挿畫：鈴平裕 挿畫：日下皓
故事壓縮在一本完結，對聶琳涅的變化描寫不多，並刪減了賽涅琳雅的戲份。
- 設定集《Tick!Tack! visual fan book》（Tick!Tack! ビジュアルファンブック）[9]

MediaWorks刊 <ISBN 4-8402-3474-4>

## 評價
《Tick! Tack!》在日本美少女游戏与动画相关商品销售网站Getchu.com的2005年销量榜上排名第七名。